# Ann Salens
Ann Salens (Oostende, 12 februari 1940 – Antwerpen, 7 september 1994) was een Belgische modeontwerpster. Ze wordt beschouwd als de eerste Belgische internationale modeontwerpster en als een pionier vanwege de manier waarop ze tijdens haar modeshows omging met licht, muziek en kunst. Haar grootste succes is het franjekleed, een eenvoudige gebreide jurk waarin lange lussen gehaakt worden.
Salens was populair in de hippiecultuur. In België leerde het grote publiek Salens' kledij kennen via Ann Christy, in Frankrijk via Juliette Gréco.

## Leven en werk
Salens werd in 1940 geboren als de jongste van zes kinderen. De familie verhuisde kort na de Tweede Wereldoorlog van Oostende naar Neerpelt, en zij trok in 1958 naar Antwerpen. Ze leerde er Fluxus-kunstenaar Ludo Mich kennen en was tussen 1965 en 1972 met hem gehuwd. Het koppel had chronische geldproblemen. Om rond te komen, maakten ze schilderijen die ze aan vrienden en familie verkochten, heksen uit stof, stoffen doeken, en wenskaarten. Salens kocht tweedehandskledij die ze demonteerde en waarvan ze nieuwe creaties maakte. Soms verkocht ze een stuk, of accessoires zoals oorbellen.
Na een poos gewerkt te hebben in de Twenty Boutique in Antwerpen, opende ze haar eigen boetiek in de Wijngaardstraat aldaar, die al snel de "place to be" werd voor wie hippe kleren zocht. De eerste jurken die Salens maakte, waren eenvoudige genaaide creaties in gordijnstof, ook omdat ze geen modeopleiding had gevolgd. Het haakwerk van haar moeder inspireerde haar ertoe om zelf gehaakte creaties te maken. Die gehaakte jurken, jasjes en broekpakken in gewaagde kleurschakeringen werden Salens' handelsmerk.
Ze nam de designwinkel De Cirkel in de Wolstraat in Antwerpen over, waar haar etalages snel spraakmakend en haar collectie succesvol werden. De productie bleef ambachtelijk: Salens schakelde zowat haar gehele familie in Neerpelt in om te haken. Na haar internationale doorbraak – ze werkte in Parijs samen met Denise Bourillon – kon de productie de vraag niet meer bijbenen. Salens stapte van haakwerk over op (machinaal) breiwerk, met gehaakte accenten. In 1974 maakte ze de kostuums voor de film Waar de vogeltjes hoesten van Frans Buyens.
Eind jaren zeventig ging het creatief en zakelijk minder goed. Salens maakte in 1977 deel uit van de jury van Miss België en de kandidates droegen tijdens het slotdefilé haar creaties. Haar kledij had succes, maar ze weigerde het commercieel te verzilveren. Alhoewel kenners het erover eens waren dat Salens' ontwerpen tijdloos waren, sloeg haar stijl in de jaren tachtig niet meer aan. Ze ging midden jaren tachtig failliet. In 1992 begon ze een nieuwe samenwerking met Geert Bruloot, de man achter de Antwerpse Zes, maar kort daarop kreeg ze kanker en in 1994 overleed ze.